# Axel-Björn Kleppien
Axel-Björn Kleppien (* 23. September 1939 in Kopenhagen) ist ein deutscher Generalleutnant außer Dienst der Luftwaffe der Bundeswehr.

## Leben
Axel-Björn Kleppien diente von 1958 bis 1999 in der deutschen Luftwaffe. Von 1970 bis 1972 absolvierte er den 15. Generalstabslehrgang Luftwaffe an der Führungsakademie der Bundeswehr in Hamburg, wo er zum Offizier im Generalstabsdienst ausgebildet wurde. Seine Generalsverwendungen umfassten Planungschef der Luftwaffe, Kommandeur der 5. Luftwaffendivision Strausberg, Chef des Stabes des Führungsstabes der Luftwaffe und schließlich Kommandierender General des Luftwaffenkommandos Nord in Kalkar. In dieser Verwendung war er nicht nur national eingesetzt, sondern auch als NATO-Offizier dem Supreme Allied Commander Europe (SACEUR) unterstellt. Für ihn leitete er den Krisenreaktionsplanungsstab der Luftstreitkräfte (Reaction Forces Air Staff). Als zweite NATO-Aufgabe führte er von Uedem aus als Kommandeur des Einsatzgefechtsstands Luftkriegsoperationen (Commander Combined Air Operations Center) die Luftverteidigung über den Beneluxstaaten, Norddeutschland und ab 1998 – als erster NATO-Kommandeur – auch über Polen.
Nach seiner Zurruhesetzung studierte er an der Friedrich-Wilhelms-Universität Bonn Amerikanistik, Anglistik und Germanistik. 2010 promovierte er zum Thema „Der Krieg in der amerikanischen Literatur“.
Als Kommandeur der 5. Luftwaffendivision war er maßgeblich an der Überführung der erhaltenswürdigen Teile der Luftstreitkräfte der Nationalen Volksarmee der DDR in die Luftwaffe beteiligt. Die Auswahl der für eine Übernahme in Frage kommenden Soldaten lag in seiner Hand.
Kleppien ist verheiratet und hat einen Sohn sowie eine Tochter.

## Auszeichnungen
- Ehrenkreuz der Bundeswehr in Gold
- Verdienstkreuz am Bandes des Verdienstordens der Bundesrepublik Deutschland (1991)

## Veröffentlichungen
- Der Krieg in der amerikanischen Literatur. Peter Lang, Frankfurt am Main 2010
- Wege zur Einheit, in: Werner Jarosch (Hrsg.): Immer im Einsatz – 50 Jahre Luftwaffe. E. S. Mittler, Bonn 2005
- Die Entwicklung des Selbstverständnisses der FlaRak-Truppe, in: Bernd Lemke u. a. (Hrsg.): Die Luftwaffe 1950 bis 1970. Oldenbourg, München 2006